# Aeroportul Internațional Piarco
Aeroportul Internațional Piarco (IATA: POS, ICAO: TTPP) este un aeroport din Piarco⁠(d), Tunapuna-Piarco Regional Corporation⁠(d), Trinidad și Tobago ce deservește zona Port of Spain. Aeroportul a fost tranzitat în 2019 de 2.923.003 pasageri. A fost deschis în 8 ianuarie 1931.
Situat la o altitudine de 18 m, aeroportul dispune de 1 pistă. Este operat de Airports Authority of Trinidad and Tobago⁠(d).

## Infrastructură

### Piste
Aeroportul dispune de o singură pistă. Pista 10/28 are suprafața de asfalt și dimensiunile 3.200 m × 45 m. 